# Szabadság tér 12. (Budapest)
A Budapest V. kerületi (Lipótváros) Szabadság tér 12. szám alatti saroktelken (Perczel Mór utca 1.) álló épület 1900-ra épült fel Kármán Géza Aladár és Ullmann Gyula tervei alapján. Kezdetben lakó-, iroda- és üzletházként működött, majd 1934-től az Amerikai Egyesült Államok budapesti nagykövetsége költözött a házba (2014-ben a nagykövetség megvásárolta a Szabadság tér 10. és 11. számú épületeket is, melyek homlokzatukban eltérőek, de a három épület így mára egybetartozik).

## Története

### Az építtető

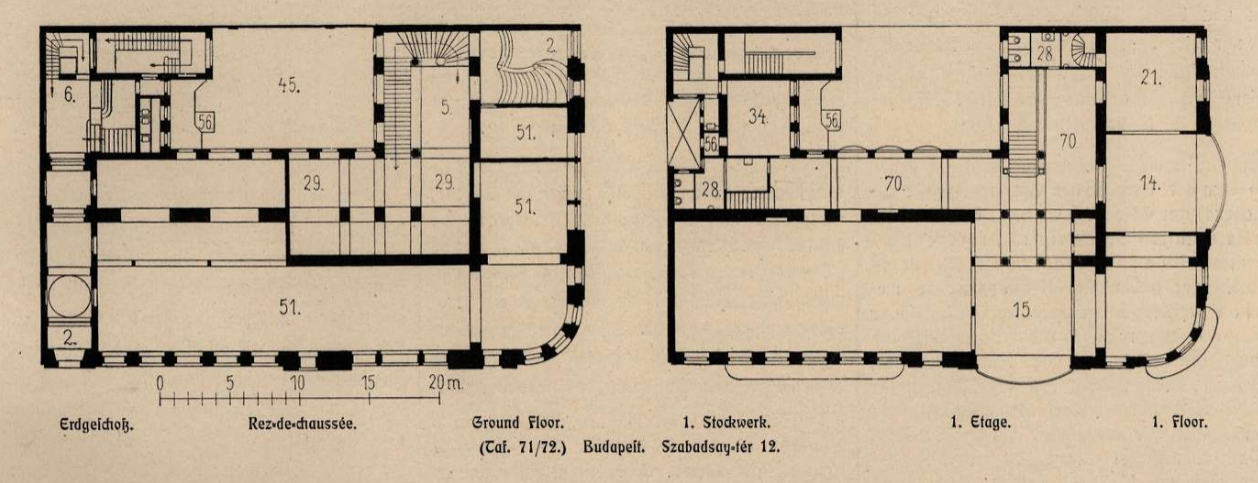
Az épület földszintjének és emeletének alaprajza az eredeti tervrajz alapján

A Magyar Kereskedelmi Csarnok Rt. (MKCS) ma már kevésbé ismert szervezet, ám a maga idejében jelentős anyagi bázissal rendelkező érdekvédelmi szövetség volt, mely a magyarországi nagykereskedőket fogta össze. A szervezet 1870-ben alakult és 1947-ben szűnt meg. Az MKCS keretein belül 21 szakmai szervezet működött, kereskedelmi iskolákat tartott fenn, és több, a kereskedelemhez kötődő, illetve hitelezővédelemmel foglalkozó szervezetet alapított. Eljárt tagságának érdekében számos jogszabály megszületésében vagy módosításában – lényegében a mai kamarákhoz hasonló tevékenységet végzett.

### Az épület
Sok, jelentős elfekvő pénzkészlettel rendelkező szervezethez hasonlóan az MKCS is befektetéssel igyekezett vagyonát gyarapítani, ezért bérházat építtettek, mely egyúttal a szervezet székházaként is szolgált. A tervezéssel Kármán Géza Aladár és Ullmann Gyula építészeket bízták meg, a kivitelezés Bloch és Höllischer munkája volt. A területen korábban elterpeszkedő kaszárnyát, az Újépületet 1897-ben bontották le, helyét felparcellázták. Még javában tartott az építkezés, amikor a környék utcáit a Fővárosi Közmunkák Tanácsa elnevezte, így az épületet övező két közterület is ekkor kapta a Perczel Mór utca, illetve a a Szabadság tér nevet. Bár az MKCS egyes részlegei már 1900 novemberében beköltözhettek a Szabadság tér 12. szám alatti épületbe, a munkálatok befejezését követő ünnepélyes átadásra csak 1901. február 16-án került sor.

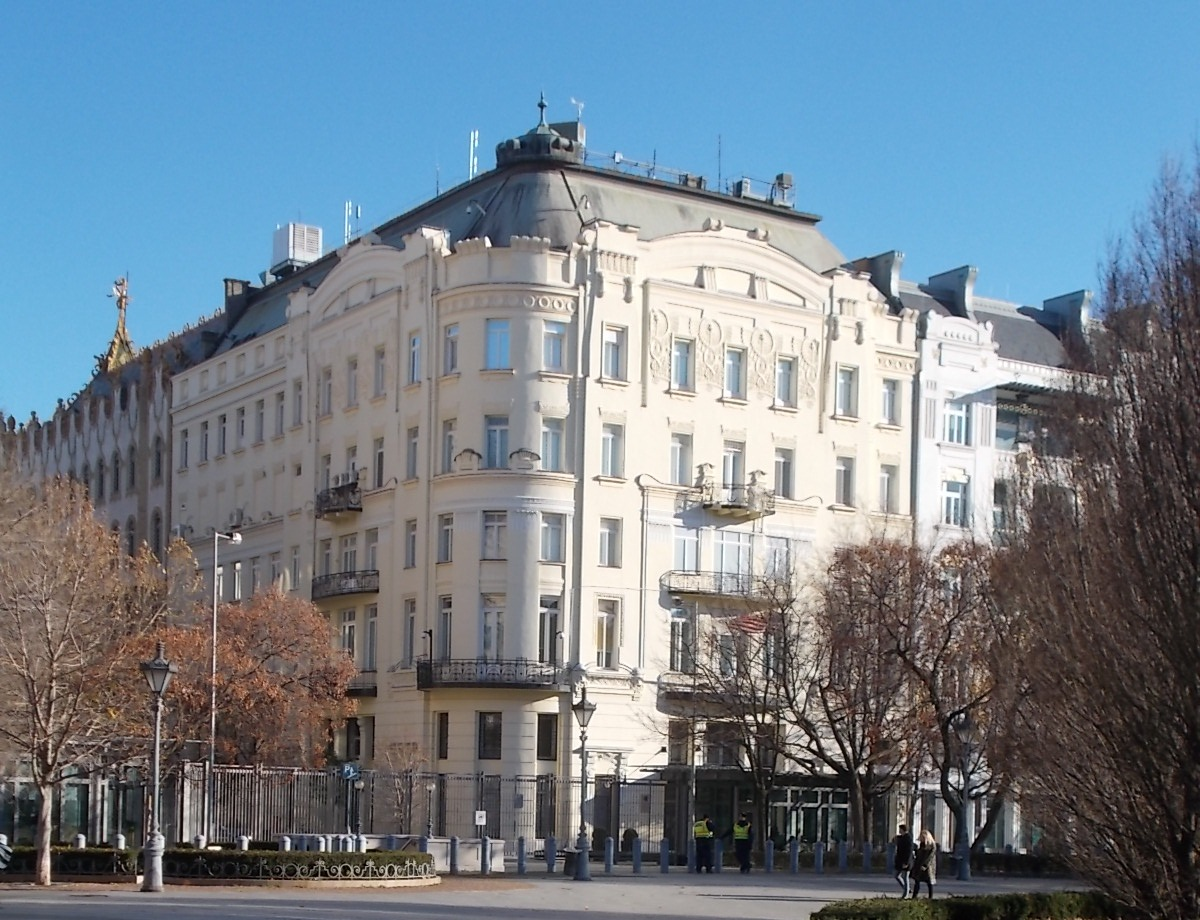
A nagykövetség épülete 2017-ben

Az ötemeletes, szecessziós épületet közel félmillió akkori forint költséggel építették. Felső szintjein lakások, utcafrontján üzlethelyiség, valamint az épületben hangversenyek rendezésére alkalmas díszterem, és az ott tartott vacsorákat, bálokat kiszolgáló saját konyha is volt. Homlokzatán Hermész négy szárnyaskígyós, virágokkal övezett botjával, szintén gazdag sarki és lizénazáró rézfelépítményekkel, első emeleti íves télikerttel büszkélkedett, melyek azóta eltűntek a házról.
Az épület földszintjén üzlethelyiséget alakítottak ki, amely azonban csak 1907-ig működött eredeti funkciójának megfelelően áruházként, ekkor az MKCS által alapított Budapesti Hitelezők Védegylete költözött oda, hogy aztán 1921-ben átadja helyét a Magyar Cobden Szövetségnek, amely a szabadkereskedelem céljainak előmozdítására jött létre. 1911-12-ben egy bonyolult telekügylet történt: az MKCS-é volt a Szabadság tér 12., de a 11. számú bérház tulajdonjogának a fele is: másik fele Kánitz Ignác kereskedő tulajdonában volt, aki áruházként és bérházként működtette az épületet. Kánitzé volt a 10. számú ház is, de áruháza kinőtte a helyiségeket, ezért megvásárolt egy másik – nagyobb – telket a Szabadság téren, amit azonban felajánlott az MKCS-nak a 11. és 12. számú ház tulajdonjogáért cserébe. Így rövid időre Kánizt tulajdonába került a 10., 11. és 12. számú ház is. Tőle azonban mindhárom házat megvásárolta az államkincstár, hogy a közeli Postatakarékpénztár terjeszkedéséhez helyet teremtsen.
1911-ben az MKCS új székház felépítésére írt ki pályázatot, szintén a Szabadság teret jelölve meg helyszínként. A pályázatra számos ismert építész készített terveket – mások mellett Lajta Béla is -, amit végül az 1913-as eredményhirdetés szerint Jónás Dávid és Jónás Zsigmond nyert meg, de az első világháború kitörése miatt a beruházást nem kezdték el. A tulajdonjogok megváltozása ellenére a nagykereskedők továbbra is a Szabadság tér 12-ben maradtak – bérelték a helyiségeket. A Magyar Kereskedelmi Csarnok 1933-ig maradt volt székházában, akkor azonban az épület tulajdonosa, a Postatakarékpénztár annyira megemelte a bérleti díjakat, hogy a kereskedők elköltöztek a Sas utca 1. szám alá (új székházuk, aminek tervpályázatát húsz évvel korábban írták ki, sosem készült el). A bank elképzelése az volt, hogy saját tisztviselői számára ingyenes lakhatást biztosít, vagyis tisztviselőházzá alakítja az épületet.

### Amerikai nagykövetségként

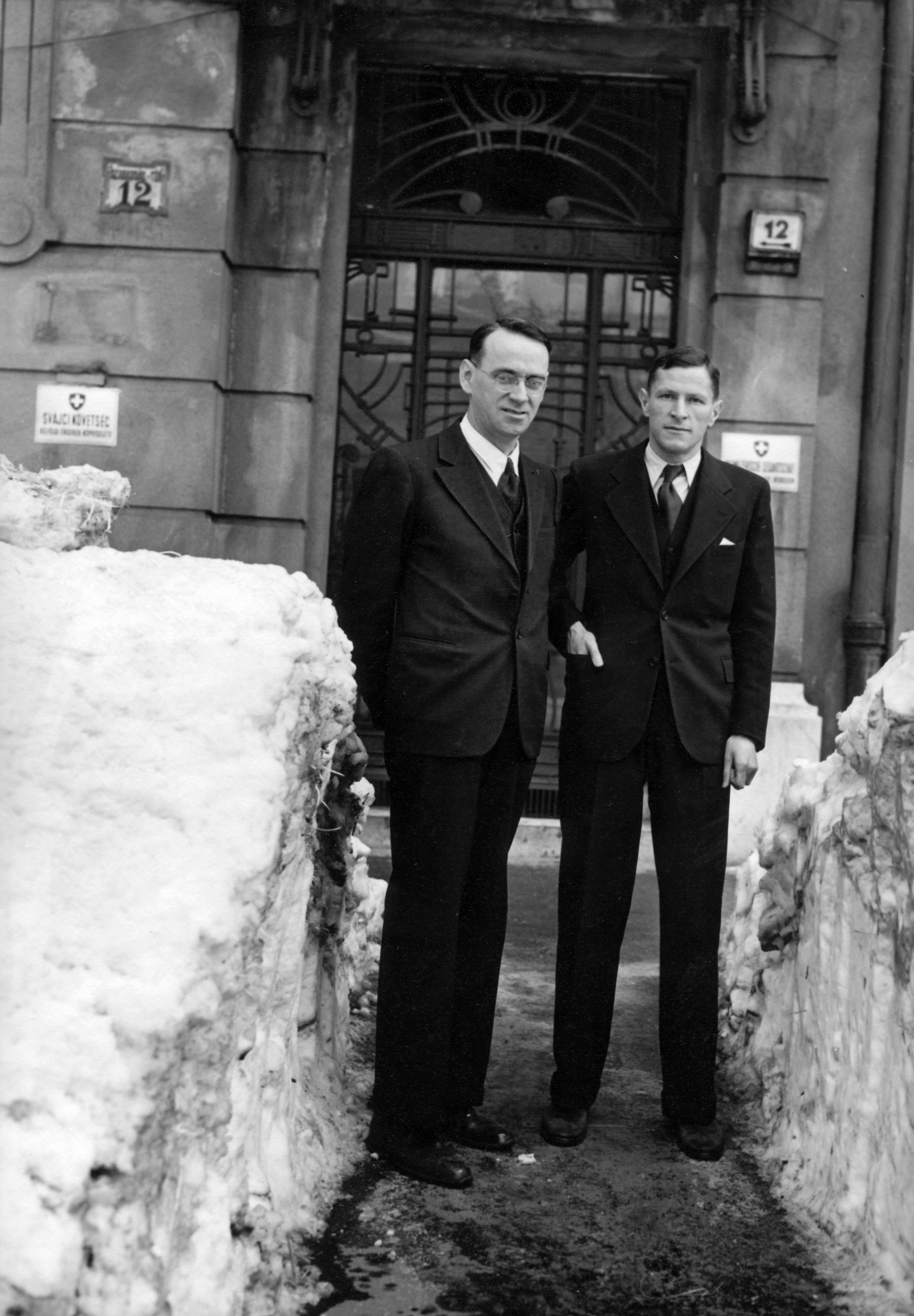
Balra Carl Lutz svájci alkonzul, jobbra helyettese, Hans Steiner, háttérben a svájci kezelésbe vett, volt amerikai nagykövetség épületének bejárata 1942 telén

A takarékpénztár terveit azonban bizonyára felülírta egy jobb ajánlat, ami az Amerikai Egyesült Államok budapesti követségétől érkezett: már 1933 októberében hírül adták, hogy a követség bérli ki az épületet, és már novemberben be is költöznek. Ez azonban akkor még nem valósult meg, a Steindl Imre (akkor: Árpád) utca 12. szám alól csak 1934. január 20-án költözött át a követség és a konzulátus a Szabadság téri épületbe. Az egyetlen "civil" bérlő, amely a házban maradhatott, az a Budapest 5. számú postahivatal volt, ami 1933-tól 1947-ig működött a ház aljában, akkor költözött át a Nagysándor József utcába.
Ezt követően az épület a külvilág számára zárttá vált, információk lényegében csak az amerikai követség, majd 1966-tól nagykövetség vonatkozásában vannak. A követség a második világháború ideje alatt – mivel a diplomáciai kapcsolatok megszakadtak a két ország között – bezárt, és 1942-45 között Svájc kezelésébe adták az épületet. Ebben az időben az embermentő Carl Lutz svájci konzul és irodája volt az épületben. A világháborút követően, 1946-ban az amerikaiak vásárlással megszerezték az épület tulajdonjogát. Itt töltött kényszerű vendégségben 1956-tól 1971-ig közel 15 évet Mindszenty József hercegprímás, aki az 1956-os forradalom idején kért és kapott menedéket a követségtől, hogy aztán a biztos letartóztatástól tartva másfél évtizedig ne hagyhassa el az épületet. Az épületre 1989. október 20-án került fel Mindszenty József emléktáblája, ami Adolf Jager műve és a a frankfurti Numismatica Hungarica által kibocsátott emlékérem felnagyított változata.
2007-ben a Magyarország és az Amerikai Egyesült Államok között egy ingatlan csereszerződés jött létre, amelynek értelmében az amerikaiak átadják a Szabadság téri követséget őrző biztonságiak laktanyájaként használt I. kerületi Táncsics utca 9. számú épületet (Táncsics Mihály raboskodásának helyszínét), cserébe megkapták a Szabadság tér 10. és 11. számú házakat, amelyeket a magyar állam költségén újítottak fel az amerikai igényeknek és építési szabványoknak megfelelően. (A nagykövetség egyúttal 50 évig érvényes közterület-használati megállapodást kötött az V. kerületi önkormányzattal a Szabadság tér és a Hold utca között húzódó, a követség fokozott védelme miatt 3 méter magas kerítéssel lezárt Perczel Mór utcára.) Az épület átalakításának tervezője Sükösd Zoltán és Lázár Veronika volt. Az átépítés során a két épület belsejét teljesen lebontották és átépítették, így már csak a homlokzatok őrzik a három épület többé-kevésbé eredeti képét (faszádizmus). A kivitelező cég közben csődbe ment, így a két építésznek nem volt egyszerű feladat, hogy a 2014-es határidőre befejezzék a munkálatokat.